# Eduard Erdmann
Eduard Paul Ernst Erdmann (ur. 5 marca 1896 w Wenden, zm. 21 czerwca 1958 w Hamburgu) – niemiecki pianista i kompozytor.

## Życiorys
Urodził się na terenie dzisiejszej Łotwy. Studiował w Rydze, gdzie jego nauczycielami byli Bror Möllersten i Jean du Chastain (fortepian) oraz Harald Creutzburg (teoria). W latach 1914–1918 uczył się w Berlinie u Conrada Ansorgego (fortepian) i Heinza Tiessena (kompozycja). Jako pianista debiutował w 1919 roku. Od 1925 do 1935 roku uczył gry na fortepianie w Hochschule für Musik w Kolonii. W następnych latach skupił się na koncertowaniu. Od 1950 roku był wykładowcą Musikhochschule w Hamburgu.
Skomponował m.in. 4 symfonie (I 1920, II 1924, III 1951, IV 1954 ), Koncert fortepianowy (1930), Konzertstück na fortepian i orkiestrę (1946), ponadto utwory fortepianowe i skrzypcowe oraz pieśni. Jako pianista wykonywał utwory m.in. Bacha, Schuberta, Beethovena i Chopina, ceniony był też jako interpretator utworów współczesnych.